# Liste des arrêts de la Cour européenne des droits de l'homme contre la Belgique
Le bureau de la Cour européenne des droits de l'homme attribue à chaque affaire un score d'importance, et sélectionne la jurisprudence la plus importante pour l'inclure dans son recueil de jurisprudence.
Cette liste retient les arrêts rendus par la Cour dans une affaire contre la Belgique, où une violation de la Convention européenne des droits de l'homme a été constatée, soit publiés au recueil, soit considéré de niveau d'importance 1.

## Arrêts importants de violation
71 décisions et arrêts de la Cour constatant une violation de la convention ont été retenues, dont :
- 2 violations de l'article 3 sur l'interdiction de la torture ;
- 5 violations de l'article 5 sur le droit à la liberté et à la sûreté ;
- 64 violations de l'article 6 sur les garanties lors d'un procès ;
- 2 violations de l'article 8 sur le respect de la vie privée et familiale, du domicile et de la correspondance ;
- 1 violation de l'article 10 sur la liberté de la presse ;
- 3 violations de l'article 13 sur l'existence d'un recours effectif devant un tribunal national en cas de violation de la Convention.

| Nom de l'affaire                                                   | N° de la requête                             | Date       | Articles violés | Articles violés | Articles violés | Articles violés | Articles violés | Articles violés | Description |
| Clooth c. Belgique                                                 | 12718/87                                     | 1991-12-12 |                 | 5               |                 |                 |                 |                 | |
| Van Orshoven c. Belgique                                           | 20122/92                                     | 1997-06-25 |                 |                 | 6               |                 |                 |                 | |
| Van Geyseghem c. Belgique                                          | 26103/95                                     | 1999-01-21 |                 |                 | 6               |                 |                 |                 | |
| Escoubet c. Belgique                                               | 26780/95                                     | 1999-10-28 |                 |                 | 6               |                 |                 |                 | |
| Coeme et autres c. Belgique                                        | 32492/96 32547/96 32548/96 33209/96 33210/96 | 2000-06-22 |                 |                 | 6               |                 |                 |                 | |
| Čonka c. Belgique                                                  | 51564/99                                     | 2002-02-05 |                 | 5               |                 |                 |                 |                 | |
| Wynen et Centre Hospitalier Interrégional Edith Cavell c. Belgique | 32576/96                                     | 2002-11-05 |                 |                 | 6               |                 |                 |                 | |
| De Plaen c. Belgique                                               | 49797/99                                     | 2002-11-15 |                 |                 | 6               |                 |                 |                 | |
| Dooms et autres c. Belgique                                        | 49522/99                                     | 2002-11-15 |                 |                 | 6               |                 |                 |                 | |
| Kenes c. Belgique                                                  | 50566/99                                     | 2002-11-15 |                 |                 | 6               |                 |                 |                 | |
| Lefebvre c. Belgique                                               | 49546/99                                     | 2002-11-15 |                 |                 | 6               |                 |                 |                 | |
| Oren et Shoshan c. Belgique                                        | 49332/99                                     | 2002-11-15 |                 |                 | 6               |                 |                 |                 | |
| Oval S.P.R.L. c. Belgique                                          | 49794/99                                     | 2002-11-15 |                 |                 | 6               |                 |                 |                 | |
| Randaxhe c. Belgique                                               | 50172/99                                     | 2002-11-15 |                 |                 | 6               |                 |                 |                 | |
| S.A. Sitram c. Belgique                                            | 49495/99                                     | 2002-11-15 |                 |                 | 6               |                 |                 |                 | |
| Boca c. Belgique                                                   | 50615/99                                     | 2002-11-15 |                 |                 | 6               |                 |                 |                 | |
| Dautel c. Belgique                                                 | 50855/99                                     | 2003-01-30 |                 |                 | 6               |                 |                 |                 | |
| Gökce et autres c. Belgique                                        | 50624/99                                     | 2003-01-30 |                 |                 | 6               |                 |                 |                 | |
| Gillet c. Belgique                                                 | 52229/99                                     | 2003-04-24 |                 |                 | 6               |                 |                 |                 | |
| Willekens c. Belgique                                              | 50859/99                                     | 2003-04-24 |                 |                 | 6               |                 |                 |                 | |
| Nelissenne c. Belgique                                             | 49518/99                                     | 2003-10-23 |                 |                 | 6               |                 |                 |                 | |
| Olbregts c. Belgique                                               | 50853/99                                     | 2003-12-04 |                 |                 | 6               |                 |                 |                 | |
| Bouzalmad c. Belgique                                              | 51083/99                                     | 2004-03-11 |                 |                 | 6               |                 |                 |                 | |
| Lenaerts c. Belgique                                               | 50857/99                                     | 2004-03-11 |                 |                 | 6               |                 |                 |                 | |
| Entreprise Robert Delbrassine S.A. c. Belgique                     | 49204/99                                     | 2004-07-01 |                 |                 | 6               |                 |                 |                 | |
| GB-Unic (I) c. Belgique                                            | 52303/99                                     | 2004-07-29 |                 |                 | 6               |                 |                 |                 | |
| GB-Unic (Ii) c. Belgique                                           | 52304/99                                     | 2004-07-29 |                 |                 | 6               |                 |                 |                 | |
| Roobaert c. Belgique                                               | 52231/99                                     | 2004-07-29 |                 |                 | 6               |                 |                 |                 | |
| Rouard c. Belgique                                                 | 52230/99                                     | 2004-07-29 |                 |                 | 6               |                 |                 |                 | |
| Stoeterij Zangersheide N.V. et autre c. Belgique                   | 47295/99                                     | 2004-12-22 |                 |                 | 6               |                 |                 |                 | |
| Capeau c. Belgique                                                 | 42914/98                                     | 2005-01-13 |                 |                 | 6               |                 |                 |                 | |
| Stift c. Belgique                                                  | 46848/99                                     | 2005-02-24 |                 |                 | 6               |                 |                 |                 | |
| De Staerke c. Belgique                                             | 51788/99                                     | 2005-04-28 |                 |                 | 6               |                 |                 |                 | |
| Dumont c. Belgique                                                 | 49525/99                                     | 2005-04-28 |                 |                 | 6               |                 |                 | 13              | |
| Reyntiens c. Belgique                                              | 52112/99                                     | 2005-04-28 |                 |                 | 6               |                 |                 |                 | |
| Robyns de Schneidauer c. Belgique                                  | 50236/99                                     | 2005-04-28 |                 |                 | 6               |                 |                 |                 | |
| De Landsheer c. Belgique                                           | 50575/99                                     | 2005-07-15 |                 |                 | 6               |                 |                 |                 | |
| Leroy c. Belgique                                                  | 52098/99                                     | 2005-07-15 |                 |                 | 6               |                 |                 |                 | |
| Marien c. Belgique                                                 | 46046/99                                     | 2005-11-03 |                 |                 | 6               |                 |                 |                 | |
| Defalque c. Belgique                                               | 37330/02                                     | 2006-04-20 |                 |                 | 6               |                 |                 |                 | |
| Mubilanzila Mayeka et Kaniki Mitunga c. Belgique                   | 13178/03                                     | 2006-10-12 | 3               | 5               |                 | 8               |                 |                 | |
| Lenardon c. Belgique                                               | 18211/03                                     | 2006-10-26 |                 |                 | 6               |                 |                 |                 | |
| Nagler en Nalimmo B.V.B.A. c. Belgique                             | 40628/04                                     | 2007-07-17 |                 |                 | 6               |                 |                 |                 | |
| De Saedeleer c. Belgique                                           | 27535/04                                     | 2007-07-24 |                 |                 | 6               |                 |                 |                 | |
| Barbier c. Belgique                                                | 24731/03                                     | 2007-09-20 |                 |                 | 6               |                 |                 |                 | Une procédure judiciaire de plus de 25 ans, nonobstant sa complexité ou l'inertie partielle du requérant, viole l'article 6 § 1 sur le droit à ce qu'une cause soit entendue dans un délai raisonnable. |
| De Turck c. Belgique                                               | 43542/04                                     | 2007-09-25 |                 |                 | 6               |                 |                 |                 | |
| Nicolai de Gorhez c. Belgique                                      | 11013/05                                     | 2007-10-16 |                 |                 | 6               |                 |                 |                 | |
| Iwankowski et autres c. Belgique                                   | 6203/04                                      | 2007-11-27 |                 |                 | 6               |                 |                 |                 | |
| Raway et Wera c. Belgique                                          | 25864/04                                     | 2007-11-27 |                 |                 | 6               |                 |                 | 13              | |
| Hamer c. Belgique                                                  | 21861/03                                     | 2007-11-27 |                 |                 | 6               |                 |                 |                 | |
| Denee c. Belgique                                                  | 31634/03                                     | 2007-12-04 |                 |                 | 6               |                 |                 |                 | |
| Jouan c. Belgique                                                  | 5950/05                                      | 2008-02-12 |                 |                 | 6               |                 |                 |                 | |
| Delespesse c. Belgique                                             | 12949/05                                     | 2008-03-27 |                 |                 | 6               |                 |                 |                 | |
| Schinckus c. Belgique                                              | 29198/05                                     | 2008-04-01 |                 |                 | 6               |                 |                 |                 | |
| Heremans c. Belgique                                               | 28171/04                                     | 2008-04-24 |                 |                 | 6               |                 |                 |                 | |
| Mathy c. Belgique                                                  | 12066/06                                     | 2008-04-24 |                 |                 | 6               |                 |                 |                 | |
| Beheyt c. Belgique                                                 | 41881/02                                     | 2008-05-13 |                 |                 | 6               |                 |                 |                 | |
| Garsoux et Massenet c. Belgique                                    | 27072/05                                     | 2008-05-13 |                 |                 | 6               |                 |                 |                 | |
| Wauters et Schollaert c. Belgique                                  | 13414/05                                     | 2008-05-13 |                 |                 | 6               |                 |                 |                 | |
| Depauw c. Belgique                                                 | 2115/04                                      | 2008-06-10 |                 |                 | 6               |                 |                 |                 | |
| Leschiutta et Fraccaro c. Belgique                                 | 58081/00 58411/00                            | 2008-07-17 |                 |                 |                 | 8               |                 |                 | |
| Bell c. Belgique                                                   | 44826/05                                     | 2008-11-04 |                 |                 | 6               |                 |                 |                 | |
| Leonardi c. Belgique                                               | 35327/05                                     | 2009-02-03 |                 |                 | 6               |                 |                 |                 | |
| Poelmans c. Belgique                                               | 44807/06                                     | 2009-02-03 |                 |                 | 6               |                 |                 |                 | |
| L'Erabliere A.S.B.L. c. Belgique                                   | 49230/07                                     | 2009-02-24 |                 |                 | 6               |                 |                 |                 | |
| Taxquet c. Belgique                                                | 926/05                                       | 2010-11-16 |                 |                 | 6               |                 |                 |                 | Si un arrêt d'une Cour d'assises ne doit pas obligatoirement être motivé, il y a lieu pour le prévenu de pouvoir comprendre les raisons de sa condamnation. |
| M.S.S. c. Belgique et Grèce                                        | 30696/09                                     | 2011-01-21 | 3               |                 |                 |                 |                 | 13              | Un pays du Conseil de l'Europe ne peut renvoyer un demandeur d'asile vers un autre pays du Conseil lorsqu'il sait que celui-ci ne respecte pas la Convention. |
| RTBF c. Belgique                                                   | 50084/06                                     | 2011-03-29 |                 |                 | 6               |                 | 10              |                 | La Cour de Cassation, en refusant d'examiner un moyen sur la seule base d'un formalisme excessif, alors qu'elle avait à sa disposition l'ensemble des éléments pour comprendre le moyen, viole l'article 6 §1. Une interdiction a priori de diffusion d'une émission de télévision ne peut avoir lieu que sur base d'une loi précise, sur laquelle le citoyen peut « régler sa conduite » (art. 10). |
| Dufoort c. Belgique                                                | 43653/09                                     | 2013-01-10 |                 | 5               |                 |                 |                 |                 | Le maintien durant treize ans d'une personne internée dans l'annexe psychiatrique d'un établissement pénitentiaire, sans lui prodiguer de traitement adapté à sa pathologie, nonobstant un suivi régulier psychiatrique, viole l'article 5 §1. La cour note également les compétences limitées des commissions de défense sociale pour vérifier la légalité de la prévention de liberté, conformément à l'article 5 §4, mais reconnait cependant l'existence d'un recours a priori effectif devant un juge judiciaire. |
| Castellino c. Belgique                                             | 504/08                                       | 2013-07-25 |                 |                 | 6               |                 |                 |                 | Connexe à l'affaire Taxquet c. Belgique, la Cour constate la violation de l'article 6 §1 de la non motivation des arrêts d'assise. |
| M.D. c. Belgique                                                   | 56028/10                                     | 2013-11-14 |                 | 5               |                 |                 |                 |                 | |

## Autres arrêts
| Nom de l'affaire                                                                             | N° de la requête                                     | Date       | Articles violés | Articles violés | Articles violés | Articles violés | Articles violés | Articles violés | Description |
| L'affaire "relative à certains aspects du régime linguistique de l'enseignement en Belgique" | 1474/62; 1677/62; 1691/62; 1769/63; 1994/63; 2126/64 | 1968-07-23 |                 |                 |                 |                 | 14+P1-2         |                 | Régime linguistique de l'enseignement                                                                                      |
| Marckx c. Belgique                                                                           | 6833/74                                              | 1979-06-13 |                 |                 |                 | 8               | 14              |                 | Droits de l’enfant né hors mariage et de sa mère.                                                                          |
| Van Oosterwijck c. Belgique                                                                  | 7654/76                                              | 1980-11-06 |                 |                 |                 |                 |                 |                 | Transsexualité. |
| Le Compte, Van Leuven et De Meyere c. Belgique                                               | 6878/75 7238/75                                      | 1981-06-23 |                 |                 |                 | 8               |                 |                 | Les procédures devant un ordre déontologique doivent également respecter les garanties de l'article 6 §1 de la convention. |
| Mathieu-Mohin et Clerfayt c. Belgique                                                        | 9267/81                                              | 1987-03-02 |                 |                 |                 |                 |                 |                 | élections. |
| Moustaquim c. Belgique                                                                       | 30696/09                                             | 1991-02-18 |                 |                 | 6               |                 |                 |                 | L'éloignement d'un étranger peut constituer une violation de l'article 8.                                                  |